# Хвальсей
Хвальсей (иногда Хвальсёй, Вальсёй; др.-сканд. Hvalsey, дат. Hvalsø, норв. Hvalsøy, дословно — «остров китов», гренл. Qaqortukulooq) — наиболее хорошо сохранившиеся норвежские руины в Восточном поселении на юге Гренландии. Находятся возле Какортока.
Представляют собой руины двух больших каменных залов, церкви и 14 домов рядом с церковью. Старый зал длиной 14 метров и длиной 3 метра, а также 4 метра шириной. Он находится в центре остальных руин. Новый зал имеет размеры 8 на 5 метров.
Усадьба была крупным центром в южной Гренландии.

## История
Согласно Книге о заселении Исландии, усадьба была основана дядей Эрика Рыжого, Торкеллем Фарсеркуром в конце X веке.
Во времена Ивара Бардарсона, то есть в 1360—1364 годах, усадьба встречается под названием Тьёудхильдарстадир (др.-сканд. Þjóðhildarstaðir — «Имение Тьёудхильд»). В XIV веке усадьба принадлежала королям Норвегии:

Возле Эйнар-фьорда находится Хвальсей-фьорд. Тут находится церковь под названием Церковь Хвальсей-фьорда. Она обслуживает весь фьорд, а также весь Камбстад-фьорд, который находится рядом. Тут же стоит большая усадьба, которая принадлежит королю и называется «Имение Тьёудхильд».
Оригинальный текст (исланд.)Næst Einarsfirði liggr Hvalseyjarfjörðr. Þar er kirkja, sem heitir Hvalseyjarfjarðarkirkja. Hún á allan fjörðinn ok svá allan Kambstaðafjörð, sem er næstr. Í þessum firði stendur bær mikill, sem konungi tilheyrir og heitir Þjóðhildarstaðir.

## Церковь

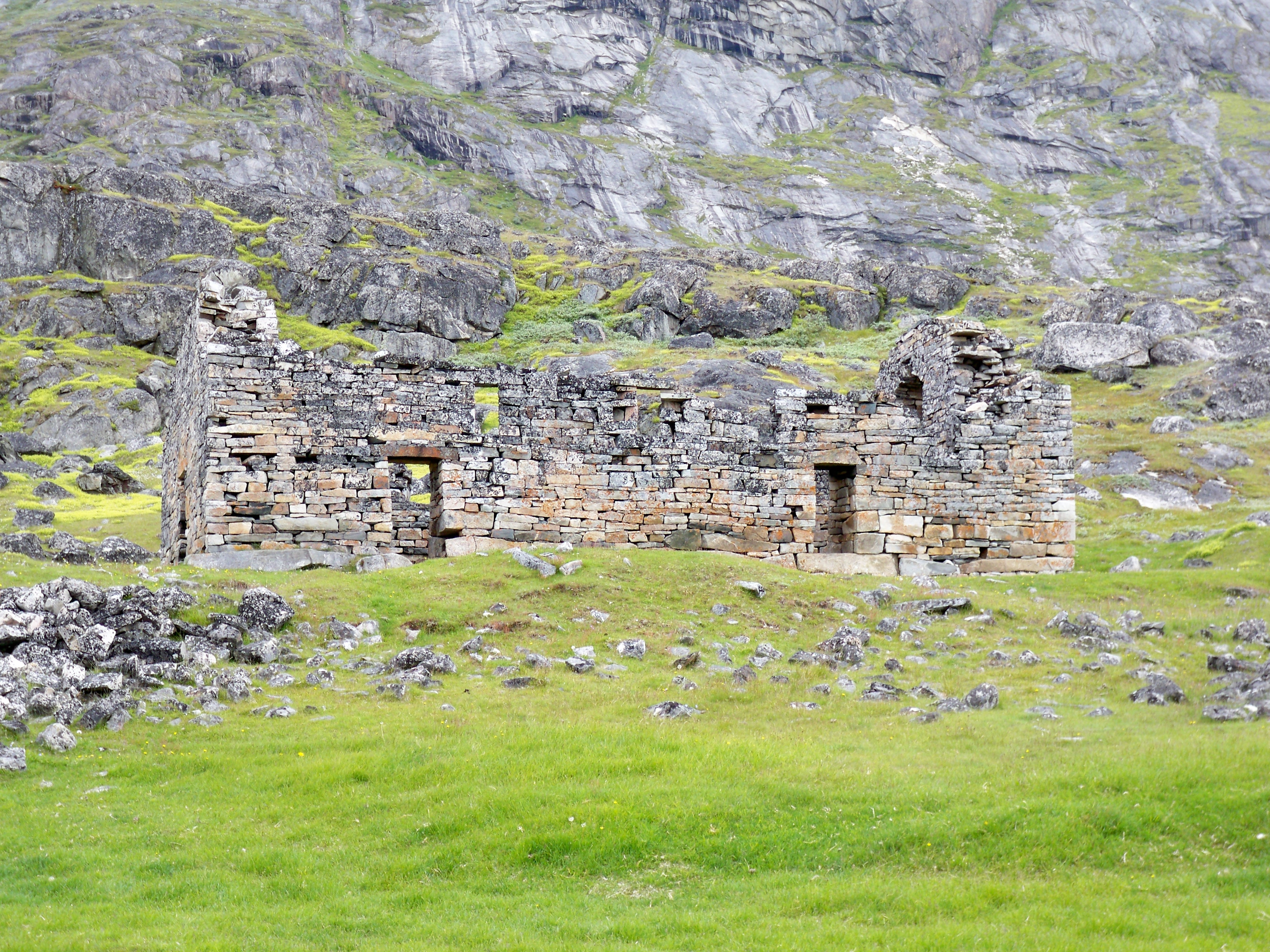
Руины церкви

Церковный дом, который был впервые построен в начале XII века, возможно, был построен шотландско-норвежскими каменщиками, как и аналогичные сооружения, найденные в Норвегии и Оркнее.
Здание церкви было исключительно хорошо построено из тщательно подобранных камней, которые в некоторых случаях весят более пяти тонн. Его стены толщиной до 1,5 метра, снаружи размерами 16 метров на 8 метров. Фронтоны поднимаются на 5—6 метров от пола. Боковые стены, которые ранее были выше, теперь высотой 4 метра. Здание было покрыто моллюсковыми раковинами и изначально было белоснежным и крытым деревом и торфом.
Свадьба 1408 года в церкви является последним задокументированным событием, произошедшим во время поселения норвежцев в Гренландии. Два года спустя исландские молодожены, капитан корабля Торстейдн Оулафссон и Сигридюр Бьёднсдоуттир, вернулись в Норвегию, а в 1413 году отправились в Исландию и поселились на ферме семьи невесты в северной Исландии. Подробности были зафиксированы в письмах между папскими сановниками Исландии и Ватикана.
Археологические данные показывают, что в течение следующих ста лет последние поселения северян в Гренландии медленно вымерли. Только в 1721 году совместная торгово-клиническая экспедиция под руководством датского миссионера Ханса Эгеде обнаружила исчезновение норвежских колоний на юге Гренландии.